# 1986 QB3
1986 QB3 är en asteroid i huvudbältet som upptäcktes den 29 augusti 1986 av den belgiske astronomen Henri Debehogne vid La Silla-observatoriet.
Asteroiden har en diameter på ungefär 12 kilometer och den tillhör asteroidgruppen Themis.